# Habborskullarna
Habborskullarna är ett naturreservat i Kramfors kommun i Västernorrlands län.
Området är naturskyddat sedan 2015 och är 47 hektar stort. Reservatet omfattar en brant nordost-sluttning och består av  lövrik barrskogsmiljö där granen dominerar.